# Pterogobius
Pterogobius là một chi của họ cá Oxudercidae.

## Các loài
Chi này hiện hành có các loài sau đây được ghi nhận:
- Pterogobius elapoides (Günther, 1872) – serpentine goby[2]
- Pterogobius virgo (Temminck & Schlegel, 1845) – maiden goby[3]
- Pterogobius zacalles D. S. Jordan & Snyder, 1901
- Pterogobius zonoleucus D. S. Jordan & Snyder, 1901